# Тхоммо Реатеа III
Тхоммо Реатеа III (кхмер. ធម្មរាជាទី៣), при рождении Анг Там (1690 — 1747) — король Камбоджи первой половины XVIII века. Правил под именами Шри Дхармараджа III (1702 и 1707) и Чей Четта VI (1736—1747).
Полное тронное имя — Брхат Пада Самдач Сдач Брхат Раджанкария Брхат Джая Джатхадхираджа Рамадипати Шри Суриябарна Дхармика Вароттама Парама Маха Чакрапати Раджадхираджа Параманадха Брхат Пада Парама Павитра (санскр. Brhat Pada Samdach Sdach Brhat Rajankariya Brhat Jaya Jathadhiraja Ramadipati Sri Suriyabarna Dharmika Varottama Parama Maha Chakrapati Rajadhiraja Paramanadha Brhat Pada Parama Pavitra).

## Биография
Принц Анг Там родился в 1690 году, был сыном Чея Четты IV. В 1702 году его отец отрекся от престола в его пользу, когда ему было всего 12 лет. Однако Чей Четта IV фактически продолжил править от имени своего сына, который слишком мал, чтобы быть коронованным.
Его отец восстановил власть в 1704 году и снова отрекся от престола в его пользу в 1707 году. В 1708 году Томмо Речеа III столкнулся с восстанием, возглавляем его двоюродным братом и шурином, бывшим королем Анг Эмом, который при поддержке лаосцев и вьетнамцев захватил восточные провинции страны. Молодой король, осажденный в Удонге, держал оборону в течение трех месяцев, а затем был вынужден укрыться в Сиаме.
Впоследствии Тхоммо Реатеа III неоднократно пытался вернуть себе трон в 1711, 1716 и 1722 годах, однако все попытки оказались тщетными. Однако в 1736 году, когда был свергнут король Сатха II, Тхоммо Реатеа III стал королем в третий раз и правил в Удонге под именем Чей Четта VI, пока не умер от болезни в 1747 году.
За годы своего третьего правления Тхоммо Реатеа III утратил контроль над провинциями Срок Транг и Пиам, которые в результате восстаний местных вьетнамцев перешли стали сферой влияния двора Хюэ.